# Arrondissement de Bruxelles-Périphérie
L'arrondissement de Bruxelles-périphérie (en néerlandais : Arrondissement Brussel-Randgemeenten) était un arrondissement administratif de la province belge du Brabant. Il a existé de 1963 à 1971 et comprenait les six communes de la périphérie bruxelloise (en néerlandais : Brusselse Rand)  avec des facilités linguistiques.

## Histoire
L'arrondissement a été créé en 1963, lorsque l'arrondissement bilingue de Bruxelles a été divisé en trois arrondissements administratifs : l'arrondissement bilingue de Bruxelles-Capitale, l'arrondissement unilingue néerlandophone de Hal-Vilvorde et un troisième arrondissement sans nom officiel, communément appelé « Bruxelles-périphérie ». Celui-ci comprenait les six communes à facilités linguistiques autour de Bruxelles. Il a disparu en 1971, lorsqu'il a été fusionné à Hal-Vilvorde.

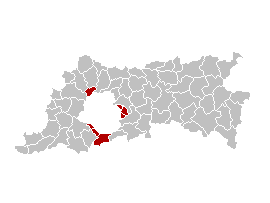
Carte de l'ancien arrondissement administratif dans l'actuelle province du Brabant flamand.

## Communes
L'arrondissement était composé des communes suivantes : 
- Drogenbos
- Crainhem
- Linkebeek
- Rhode-Saint-Genèse
- Wemmel
- Wezembeek-Oppem